# Kemisk lungebetændelse
Kemisk pneumonitis er en lungebetændelse forårsaget ved at inhalere irritanter. Det kaldes somme tider en "kemisk lungebetændelse" selvom det ikke er infektiøst. Der findes to overordnede typer kemisk chemical pneumonitis: akut og kronisk.

## Fodnoter
1. ↑  Marik, PE (maj 2011). "Pulmonary aspiration syndromes". Current Opinion in Pulmonary Medicine. 17 (3): 148-54. doi:10.1097/MCP.0b013e32834397d6. PMID 21311332.

| Sygdom | Spire Denne artikel om sygdom er en spire som bør udbygges. Du er velkommen til at hjælpe Wikipedia ved at udvide den. |